# Glen Rice, Jr.
Ne doit pas être confondu avec Glen Rice, son père, joueur de basket-ball né en 1967.
Pour les articles homonymes, voir Glen Rice et Rice.
Glen Anthony Rice, Jr., né le 1er janvier 1991, est un joueur américain de basket-ball. Il évolue au poste d'arrière. Il est le fils de Glen Rice.

## Carrière universitaire
En 2009, il rejoint les Yellow Jackets de Georgia Tech en NCAA.
Il est suspendu pour les trois derniers matchs de la saison 2010-2011 par son entraîneur Paul Hewitt.
Il est suspendu pour les trois premiers matchs de la saison 2011-2012.
Le 13 mars 2012, il est viré de l'équipe de Georgia Tech par son entraîneur Brian Gregory car il reçoit sa troisième suspension.

## Carrière professionnelle

### Vipers de Rio Grande Valley (2012-2013)
Ne pouvant plus rejoindre d'équipe en NCAA, Rice Jr. décide de partir en D-League pour la saison 2012-2013. Le 2 novembre 2012, il est drafté par les Vipers de Rio Grande Valley en D-League.  Il fait ses débuts en tant que professionnel le 23 novembre contre le Jam de Bakersfield,. Il ne joue pas beaucoup au début de la saison, il totalise 147 minutes sur les 22 premiers matchs. Le 4 février, il établit son record en carrière avec 35 points et 15 rebonds contre l'Armor de Springfield. La veille du NBA All-Star Game 2013, il participe au D-League Dream Factory Dunk Contest. Le 5 mars, il marque 20 points, prend 14 rebonds et distribue 4 passes décisives contre l'Energy de l'Iowa. Le lendemain, il termine avec 29 points, 11 rebonds et 3 trois contre les Toros d'Austin. Le 10 mars, il termine avec 23 points, 8 rebonds, 3 passes et une interception contre les Bighorns de Reno. Le lendemain, il est nommé joueur de la semaine avec des moyennes de 24,0 points, 11,0 rebonds et 2,3 passes sur les trois victoires de la semaine. À la fin de la saison, il est nommé dans la NBA D-League All-Rookie second team 2012-2013, le deuxième meilleur cinq majeur des rookies. Il gagne sa place dans le cinq majeur de l'équipe et aide les Vipers à gagner 16 matchs consécutifs, y compris les trois séries de playoffs jusqu'au titre de champion de D-League,. Rice termine les playoffs avec des moyennes de 25 points, 9,5 rebonds, 4,3 passes, 2 contres et 2 interceptions. Durant les finales des playoffs, il termine avec des moyennes de 29 points, 11,5 rebonds, 4 passes, 3 interceptions et 3,5 contres.

### Wizards de Washington/Energy de l'Iowa (2013-2015)
Il est drafté en 35e position de la draft 2013 de la NBA par les Sixers de Philadelphie, mais est échangé le soir-même vers les Wizards de Washington contre le 38e et 54e choix, respectivement Nate Wolters et Arsalan Kazemi. Il devient le quatrième joueur qui a en D-League avant d'être drafté et parmi eux, Rice est celui à avoir été choisi le plus haut, à la 35e place. Cependant, P. J. Hairston devient le premier joueur de D-League à être drafté au premier tour lors de la Draft 2014 de la NBA ; il dépassé donc Rice dans ce record,.
Le 8 juillet 2013, il signe avec les Wizards. Durant la NBA Summer League 2013, il réalise par deux fois le dunk du jour : les 14 et 19 juillet,.
Rice fait ses débuts en NBA avec les Wizards le 12 novembre 2013 lors du septième match de la saison de son équipe, contre les Mavericks de Dallas, où il marque son seul tir (un tir à trois points) et prend un rebond.
Après avoir fait ses débuts en jouant les 79 dernières secondes du match où les Wizards se sont inclinés et retrouvés avec un bilan de deux victoires et cinq défaites, l'entraîneur Randy Wittman déclare que Rice pourrait avoir plus d'importance dans l'effectif dans les prochains matchs. Le 13 novembre, lors de la défaite des siens contre les Spurs de San Antonio, Rice joue 13 minutes, prend trois rebonds et intercepte son premier ballon en NBA. Le 9 décembre, avec la blessure de Bradley Beal et l'absence de Martell Webster, Rice totalise 11 points sur ses huit premiers matchs et est titularisé pour la première fois contre les Nuggets de Denver,. Il marque 7 points, prend trois rebonds et intercepte trois ballons. Le 18 décembre, il doit se faire opérer à la suite d'une fracture du poignet. Il doit manquer entre trois et six semaines de compétition,.
Le 20 janvier 2014, il est envoyé en D-League chez l'Energy de l'Iowa afin de retrouver des sensations après son opération,. Le 28 janvier, il est rappelé dans l'effectif des Wizards après avoir terminé avec 24,3 points, 10,3 rebonds, 2,7 contres et 2,0 interceptions en trois matchs. Le 27 février, il est renvoyé en D-League chez l'Energy de l'Iowa,. Le 5 avril, il est rappelé par les Wizards.
En juillet 2014, il participe à la NBA Summer League de Las Vegas. En quart de finale, il marque 36 points et prend 11 rebonds lors de la victoire des siens contre les Spurs de San Antonio après trois prolongations. Il est nommé MVP du tournoi qu'il termine avec 25 points et 7,8 rebonds de moyenne.
Ces bonnes prestations vont lui apporter plus de temps de jeu pour sa seconde saison en NBA où il pourrait être la première rotation de Paul Pierce.
Le 20 novembre 2014, il est envoyé chez les Mad Ants de Fort Wayne en D-League. Le 7 janvier 2015, il est libéré de son contrat par les Wizards.
Le 12 janvier 2015, il retourne chez les Vipers pour la seconde fois.

### TNT KaTropa (2017)
Le 15 août 2017, il signe aux Philippines dans l'équipe du TNT KaTropa pour participer à la coupe PBA Governors 2017. Son départ se termine mal, alors que son équipe était éliminée en demi-finale contre Barangay Ginebra, il pousse son coéquipier Kevin Ferrer sur le terrain et lui lancé le ballon. Le 10 octobre 2017, il quitte le pays sans avertir un seul responsable de l'équipe. Un jour plus tard, l'équipe condamne Rice à une amende de 10 000 dollars pour "comportement indésirable, peu professionnel, indiscipliné et anti-sportif", ajoutant à ses 26 000 francs que la PBA lui a réclamé pour diverses infractions. Plus tard dans le mois, il envoie une lettre d'excuses à la direction de TNT en demandant l'autorisation de TNT de lui permettre de jouer dans une autre ligue.

### Hapoël Holon (2017-2018)
Le 23 octobre 2017, Rice signe avec l'équipe israélienne de l'Hapoël Holon pour la saison 2017-2018. Le 18 novembre 2017, il établit son record de la saison avec 43 points et 11 rebonds, tirant à 17 sur 28 dans la victoire des siens 109 à 106 contre le Maccabi Ashdod. Le 16 février 2018, Rice termine avec 28 points, 8 rebonds, 7 passes décisives et marque notamment le panier de la victoire à 1,6 seconde de la fin du temps réglementaire en finale de la coupe d'Israël 2018 et permet à Holon de remporter sa seconde coupe d'Israël ; Rice est nommé MVP de la coupe d'Israël. Trois jours plus tard, Rice termine avec 27 points, 12 rebonds, 7 passes décisives et marque le panier de l'égalisation après avoir manqué son lancer-franc pour emmener son équipe en prolongation et remporte le match 102 à 97 contre le Maccabi Rishon LeZion
Durant sa saison avec Holon, Rice est le meilleur marqueur du championnat avec 24,5 points et des moyennes de 7,9 rebonds, 4,7 passes décisives et 1,9 interception par match. Il est nommé deux fois joueur du mois (en novembre et en février) et quatre fois MVP de la journée de championnat.
Le 9 avril 2018, Rice est remercié par Holon en raison de problème disciplinaires, après qu'il a frappé son coéquipier Guy Pnini au visage dans le vestiaire.
Le 8 juin 2018, Rice revient officiellement à Holon pour le Final Four 2018 du championnat israélien où son équipe va perdre contre le Maccabi Tel-Aviv.

### Caciques de Humacao (2018)
Le 26 juin 2018, Riche signe au Mexique, aux Caciques de Humacao pour le reste de la saison 2018 de BSN. Cependant, il est remercié par l'équipe après avoir disputé deux matches en raison d'une blessure au dos.

### Aguacateros de Michoacán (depuis 2018)
Le 17 novembre 2018, Rice retourne au Mexique pour la seconde fois, et signe aux Aguacateros de Michoacán. Le lendemain, Riche marque 34 points à 12 sur 21 aux tirs, auxquels il ajoute 5 rebonds, 3 passes décisives et 4 interceptions pour ses débuts, il aide les Aguacateros à battre 94 à 89 la Fuerza Regia de Monterrey.

## Statistiques

### Universitaires
Les statistiques en matchs universitaires de Glen Rice, Jr. sont les suivantes :
| Année     | Équipe                         | Matches | Titul. | Min./m. | %tir | %3pts | %l-f | rbds/m. | pass/m. | int/m. | ctr/m. | pts/m. |
| --------- | ------------------------------ | ------- | ------ | ------- | ---- | ----- | ---- | ------- | ------- | ------ | ------ | ------ |
| 2009-2010 | Yellow Jackets de Georgia Tech | 35      | 11     | 18,4    | 43,9 | 46,7  | 55,8 | 3,06    | 1,66    | 1,06   | 0,49   | 5,43   |
| 2010-2011 | Yellow Jackets de Georgia Tech | 31      | 23     | 28,5    | 41,8 | 30,2  | 63,7 | 5,58    | 2,55    | 1,48   | 0,39   | 12,81  |
| 2011-2012 | Yellow Jackets de Georgia Tech | 21      | 10     | 29,9    | 45,7 | 33,3  | 60,6 | 6,71    | 2,29    | 1,33   | 0,86   | 13,05  |
| Total     |                                | 87      | 44     | 24,8    | 43,5 | 34,6  | 61,1 | 4,84    | 2,13    | 1,28   | 0,54   | 9,90   |

## Records en carrière
Les records personnels de Glen Rice, Jr., officiellement recensés par la NBA sont les suivants :
| Type statistique            | Saison régulière (NBA) | Saison régulière (NBA) | Saison régulière (NBA) | Saison régulière (D-League) | Saison régulière (D-League) | Saison régulière (D-League) |
| Type statistique            | Record                 | Adversaire             | Date                   | Record                      | Adversaire                  | Date                        |
| --------------------------- | ---------------------- | ---------------------- | ---------------------- | --------------------------- | --------------------------- | --------------------------- |
| Points en un match          | 8                      | @ Hawks d'Atlanta      | 13 décembre 2013       | 35                          | @ Armor de Springfield      | 4 février 2013              |
| Paniers marqués en un match | 3                      | 2 fois                 |                        | 12                          | @ Armor de Springfield      | 4 février 2013              |
| Paniers tentés en un match  | 9                      | Nuggets de Denver      | 9 décembre 2013        | 21                          | 2 fois                      |                             |
| Paniers à 3 points réussis  | 2                      | @ Hawks d'Atlanta      | 13 décembre 2013       | 6                           | 2 fois                      |                             |
| Paniers à 3 points tentés   | 5                      | Nuggets de Denver      | 9 décembre 2013        | 10                          | 3 fois                      |                             |
| Lancers francs réussis      | 2                      | 2 fois                 |                        | 11                          | Skyforce de Sioux Falls     | 17 mars 2014                |
| Lancers francs tentés       | 3                      | @ Hawks d'Atlanta      | 13 décembre 2013       | 11                          | 3 fois                      |                             |
| Rebonds offensifs           | 1                      | 4 fois                 |                        | 8                           | @ Armor de Springfield      | 4 février 2013              |
| Rebonds défensifs           | 4                      | @ Hawks d'Atlanta      | 13 décembre 2013       | 12                          | @ Stampede de l'Idaho       | 13 mars 2013                |
| Rebonds totaux              | 5                      | @ Hawks d'Atlanta      | 13 décembre 2013       | 15                          | @ Stampede de l'Idaho       | 4 février 2013              |
| Passes décisives            | 3                      | Cavaliers de Cleveland | 16 novembre 2013       | 6                           | Red Claws du Maine          | 12 février 2013             |
| Interceptions               | 3                      | Nuggets de Denver      | 9 décembre 2013        | 5                           | Legends du Texas            | 22 février 2013             |
| Contres                     | 1                      | @ Pacers de l'Indiana  | 29 novembre 2013       | 3                           | 3 fois                      |                             |
| Balles perdues              | 2                      | 3 fois                 |                        | 5                           | 2 fois                      |                             |
| Minutes jouées              | 29                     | Nuggets de Denver      | 9 décembre 2013        | 42                          | Vipers de Rio Grande Valley | 9 mars 2014                 |

- Double-double : aucun (au 15/05/2014).
- Triple-double : aucun.

## Palmarès

### En club
- NBA D-League champion (2013)
- Vainqueur de la Coupe d'Israël (2018)

### Distinctions personnelles
- MVP de la Summer League de Las Vegas (2014)
- All-NBA Summer League First Team de Las Vegas (2014)
- NBA D-League All-Rookie Second Team (2013)

## Salaires
| Année       | Équipe                | Salaire   |
| ----------- | --------------------- | --------- |
| 2013-2014   | Wizards de Washington | 816 482 $ |
| Total Gains |                       | 816 482 $ |